# Harry Ward
Pour les articles homonymes, voir Ward.
Harry Ward, né et mort à une date indéterminée, est un footballeur britannique ayant joué au poste de demi dans les années 1930.

## Biographie
Harry Ward débute en professionnel en 1932 au Sporting Club nîmois. Il y joue pendant deux saisons en première division. Son club pour la saison 1934-1935 est indéterminé.
Il signe en 1935 à l'Amiens Athlétic Club en deuxième division. Il est titulaire lors des sept premiers matchs au poste de demi centre, avant de céder sa place à l'Autrichien Franz Kellinger (de). Il redevient titulaire pour la saison 1936-1937, au poste de demi droit.
L'Amiens AC abandonnant le professionnalisme en 1937, Harry Ward est vendu au Nîmes Olympique pour la saison 1937-1938.

## Style de jeu
Dans Le Football en Picardie et l'histoire de ses origines, Harry Ward est qualifié de « très fin joueur. ».

## Statistiques
| Saison     | Club            | Championnat | Championnat | Championnat | Coupe(s) nationale(s) | Coupe(s) nationale(s) | Total | Total |
| Saison     | Club            | Division    | M.          | B.          | M.                    | B.                    | M.    | B.    |
| 1932-1933  | SC nîmois       | 1           |             |             |                       |                       | 0     | 0     |
| 1933-1934  | SC nîmois       | 1           |             |             |                       |                       | 0     | 0     |
| Sous-total | Sous-total      | Sous-total  |             |             |                       |                       | 0     | 0     |
| 1934-1935  | ?               |             |             |             |                       |                       | 0     | 0     |
| Sous-total | Sous-total      | Sous-total  |             |             |                       |                       | 0     | 0     |
| 1935-1936  | Amiens AC       | 2           | 7           | 0           | -                     | -                     | 7     | 0     |
| 1936-1937  | Amiens AC       | 2           | 30          | 10          | 1                     | 0                     | 31    | 10    |
| Sous-total | Sous-total      | Sous-total  | 37          | 10          | 1                     | 0                     | 38    | 10    |
| 1937-1938  | Nîmes Olympique | 2           |             |             |                       |                       | 0     | 0     |
| Sous-total | Sous-total      | Sous-total  |             |             |                       |                       | 0     | 0     |